# 紫子 ‐とりかえばや異聞‐
ミュージカル・ロマン『紫子』‐とりかえばや異聞‐（ゆかりこ とりかえばやいぶん）は、宝塚歌劇団星組により1987年に宝塚大劇場及び、東京宝塚劇場において上演されたミュージカル作品。
併演作品は『ジュビリー・タイム!』。
地方公演は、1987年09月05日～09月27日　星組公演　「紫子（ゆかりこ）」/「ジュビリー・タイム！」
原作は古典文学『とりかへばや物語』をモチーフとした木原敏江の漫画『とりかえばや異聞』
遊女として京の都で活躍していた紫子（ゆかりこ）が男装となり活躍する（余命いくばくなかった国主たる双子の兄の替え玉となり、兄夭折後は亡兄に代わり国主につく）、いわば「和風ベルサイユのばら」とも言える作品である。
紫子と舞鶴姫の心の交流が原作以上に細やかに描写され、また幕切れも紫子・風吹が共に落命…と原作の結末と差異がある。
紫子の峰さを理はもちろん、風吹を演じた日向薫の当たり役となった。
2010年2月、月組の中日劇場公演において再演された。主演は、これがトップお披露目公演となる霧矢大夢。
初演と中日公演では、コロス(合唱隊)の演出などに変更点がある。

## 公演データ
1987年　＊初演
1月1日 - 2月11日（新人公演：1月20日）　宝塚大劇場
4月3日 - 4月29日（新人公演：4月14日）　東京宝塚劇場
16場。
併演作品は『ジュビリー・タイム!』。
2010年
2月1日 - 2月24日　中日劇場
16場
併演作品は『Heat on Beat!』。

## スタッフ

### 初演（1987年・スタッフ）
※氏名の後ろに「宝塚」、「東京」の文字がなければ両劇場共通。
- 脚本・演出：柴田侑宏[1]
- 作曲・編曲：寺田瀧雄[3]
- 編曲[3]：入江薫、佐々田芳彦
- 音楽指揮：野村陽児（宝塚）[3]、北沢達雄（東京）[5]
- 振付：尾上菊之丞[3]
- 装置：大橋泰弘[3]
- 衣装[3]：任田幾英、中川菊枝
- 照明：今井直次[3]
- 小道具：上田特市[3]
- 効果：扇野信夫[3]
- 音響監督：松永浩志[3]
- 演出助手[3]：正塚晴彦、日比野桃子
- 製作担当：長谷山太刀夫（東京）[5]
- 制作：橋本雅夫[3]

### 再演（2010年・スタッフ）
- 原作 木原敏江
- 脚本 柴田侑宏[2]
- 演出 大野拓史[2]
- 作曲・編曲 寺田瀧雄
- 作曲・編曲・録音音楽指揮 吉田優子
- 編曲 入江薫
- 編曲 佐久田芳彦
- 原振付 尾上菊之丞
- 振付 西崎峰(峰さを理)
- 殺陣 清家三彦
- 装置 大橋泰弘
- 衣装 任田 幾英
- 衣装 河底 美由紀
- 照明 氷谷 信雄
- 音響 大坪 正仁
- 小道具 伊集院 撤也
- 歌唱指導 ちあき しん
- 演出助手 田渕 大輔
- 演出助手 岡本 寛子
- 舞台進行 赤坂 英雄
- 舞台進行 阪谷 諒子
- 舞台美術監督 株式会社宝塚舞台
- 録音演奏 宝塚歌劇オーケストラ
- 制作 木場 健之
- 制作補 西尾 雅彦
- 制作・著作 宝塚歌劇団

## 主な配役

### 初演（1987年・配役）
※氏名の後ろに「宝塚」、「東京」の文字がなければ両劇場共通。
本公演
- 紫子（ゆかりこ）／碧生（みどりお：紫子の双子の兄・二役）：峰さを理
- 風吹（ふぶき）：日向薫[3]
- 舞鶴姫：南風まい[3]
- 金井定嗣（かないさだつぐ）：紫苑ゆう[3]
- 天野外記（あまのげき）：但馬久美[3]
- 梅沢三太夫：萬あきら[3]
- たず：藤京子[3]
- 笹島：葉山三千子[3]
- 川寺刑部：寿美夏子[3]
- 丹波：一樹千尋[3]
- お香：毬藻えり[3]
- 逸見小次郎：三城礼[3]
- 内藤春之助：麻路さき[3]
- 竹千代：燁明[3]
- 弓若：大輝ゆう[3]

新人公演
- 紫子／碧生：麻路さき[4]
- 舞鶴姫：毬藻えり[4]
- 風吹：燁明[4]
- 金井定嗣：大輝ゆう[4]
- 天野外記：愛甲充[4]
- 梅沢三太夫：千秋慎[4]
- たず：出雲綾[4]
- 宮乃：綾瀬るり[4]
- 丹波：海峡ひろき[4]
- お香：万里柚美[4]
- 横井源八：?（宝塚）、瑞木淳（東京）[4]
- 弥生：?（宝塚）、黛はるか（東京）[4]

### 再演（2010年・配役）
- 紫子／碧生：霧矢大夢[6]
- 風吹：青樹泉[6]
- 舞鶴姫：蒼乃夕妃[6]
- 金井定嗣：明日海りお[6]
- たず：邦なつき[6]
- 笹島：花瀬みずか[6]
- 梅沢三太夫：一色瑠加[6]
- 丹波：桐生園加[6]
- お藤：美鳳あや[6]
- 桂：天野ほたる[6]
- 天野外記：星条海斗[6]
- 梓：妃鳳こころ[6]
- 朱実：萌花ゆりあ[6]
- 小松：羽咲まな[6]
- 逸見小次郎：光月るう[6]
- 富尾大三郎:華央あみり[6]
- 田辺右近：鼓英夏[6]
- 川寺刑部：美翔かずき[6]
- 秋葉：妃乃あんじ[6]
- 内藤春之助：響れおな[6]
- 玉木：彩星りおん[6]
- 葉月：琴音和葉[6]
- 千穂：玲実くれあ[6]
- 志野正之：瑞羽奏都[6]
- 藤堂竹千代：貴千碧[6]
- 真樹弓若：紫門ゆりや[6]
- お香：咲希あかね[6]
- 時村新六：篁祐希[6]
- 忍：華那みかり[6]
- 千丸：千海華蘭[6]
- 宮乃：舞乃ゆか[6]
- 遠野新八郎：煌月爽矢[6]
- 菊：風凛水花[6]
- 三原三郎：輝城みつる[6]
- 山木九郎：星輝つばさ[6]
- 露：真凜カンナ[6]
- くるみ：紗那ゆずは[6]
- 横井源八：星那由貴[6]
- てまり：愛風ゆめ[6]
- 流粂之助：天翔りいら[6]

## 主な楽曲
- 花風吹
- 愛の谺
- 戦国の世
- とりかえばや
- 花菖蒲（作詞：柴田侑宏 作曲：寺田瀧雄）
- 恋幻
- 花紫－ハナユカリ－（作詞 ：木原敏江 補詞：柴田侑宏　　　作曲：寺田瀧雄）

備考 '87宝塚歌劇主題歌集に、花風吹〜恋幻(歌唱 峰さを理)収録。